# تپه موصللی
تپه موصللی مربوط به هزاره دوم قبل از میلاد است و در شهرستان مراغه، بخش سراجو، دهستان سراجوی شرقی، روستای قاطر گوتوران علیا واقع شده و این اثر در تاریخ ۲۵ آبان ۱۳۸۷ با شمارهٔ ثبت ۲۳۶۴۱ به‌عنوان یکی از آثار ملی ایران به ثبت رسیده است.